# Монстри року
«Монстри року» (англ. Monsters of Rock) - міжнародний рок-фестиваль, що відбувся в СРСР 28 вересня 1991 року на полі летовища Тушино в Москві, незабаром після серпневого путчу ГКЧП. У фестивалі взяли участь популярні виконавці світової рок-музики - AC / DC, Metallica, Pantera і Black Crowes, Радянський Союз представляла метал-група «E.S.T.».
Вхід був безкоштовним, вживання алкогольних напоїв не обмежувалися; в результаті був відзначений жорсткими зіткненнями глядачів з численними силами правопорядку - міліціонерами, приватними охоронцями і солдатами (які, в ряді випадків самі провокували безлади) і отримав згодом в ЗМІ неофіційне іронічне назву «Тушинське побоїще». За кількістю глядачів (не менше півмільйона, після уточнюючих підрахунків), цей концерт став наймасовішим в Росії на той період часу.

## Підготовка та організація
Ідея проведення Музичного Фестивалю свободи в Москві, наміченого на кінець вересня, за участю зарубіжних зірок першої величини дозріла в дні серпневого путчу, американський промоутер Білл Грем, відомий організацією в США найбільших рок-фестивалів Fillmore East і Fillmore West, зайнявся її найближчими днями. Список з 11 виконавців був опублікований в газеті «Московський комсомолець» і включав Пітера Гебріела, Рінго Старра, Боба Ділана, а також групи Rolling Stones, Eurythmics, U2, майданчик передбачалося виділити на одній з площ в центрі міста. Однак навколо фестивалю виникла обстановка міжнародної інтриги, список учасників скоротився до чотирьох, і він не відбувся - на ту ж дату в Москві був заявлений великий концертний фестиваль інших організаторів - «Monsters Of Rock»  .
Захід проводився корпорацією «BIZ Enterprises», очолюваної Борисом Зосимова, і компанією Date 2 Warner Inc. За спогадами співорганізатора фестивалю Едуарда Ратникова, в кінці серпня 1991 до Тристана Дейла, який працював радником у Бориса Ельцина який особисто знав Зосімова, звернулися представникиTime Warner з проханням підшукати місцевого промоутера: «у них була ідея відсвяткувати перемогу сил демократії над імперією зла великим концертом». Зосімову вдалося отримати лист від  Івана Силаєва і з його допомогою вирішувати організаційні питання. Рішення проводити фестиваль було прийнято після 3 вересня, спочатку в якості майданчика розглядалося Ходинське поле.
Концерт був заключним у турне  «Monsters of Rock»: у Великій Британії (Донінгтон, 17 серпня), Голландії (Неймеген, 1 вересня), Німеччини (Майнц, 7 вересня), Італії (Модена, 14 вересня), Польщі (Хожув, 13 серпня) і Угорщині (Будапешт, 22 серпня).
Число відвідувачів стало рекордним (від 700 тис. Чоловік і вище  ) - скориставшись вільним входом, на фестиваль з'їхалися любителі року з усієї країни.

## Виконавці
- Pantera:

- Cowboys from Hell
- Primal Concerte Sledge
- Heresy
- Domination
- Psycho Holiday

- The Black Crowes:

- Stare It Cold
- Rainy Day Woman

- E.S.T.:

- Інтро
- Bully
- Moscow Outskirts
- "Батька, пожалей коней"
- Сука
- "10 веселых лет"
- "Проклятая Алиса"
- "Катюша"

- Metallica:

- Enter Sandman
- Creeping Death
- Harvester of Sorrow
- Fade to Black
- Sad But True
- Master of Puppets
- Seek and Destroy
- For Whom The Bell Tolls
- One
- Whiplash
- Last Caress (The Misfits cover)
- Am I Evil (Diamond Head cover)
- Battery

- AC/DC:

- Thunderstruck
- Shoot To Thrill
- Back in Black
- Hell Ain’t a Bad Place to Be
- Rising Power
- Fire Your Guns
- Jailbreak
- The Jack
- Dirty Deeds Done Dirt Cheap
- Moneytalks
- Hells Bells
- Are You Ready
- High Voltage
- Highway to Hell
- Whole Lotta Rosie
- Let There Be Rock
- T.N.T.
- For Those About to Rock (We Salute You)